# Yousuf Karsh

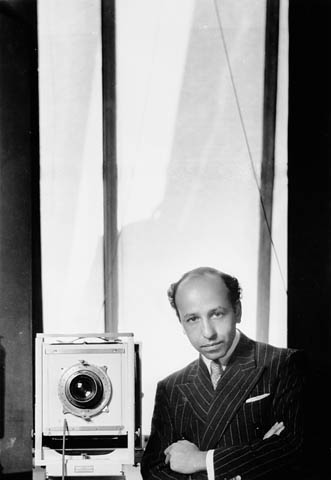
Selbstporträt (1938), Gelatinesilberabzug, Library and Archives Canada, Ottawa

Yousuf Karsh (* 23. Dezember 1908 in Mardin, Osmanisches Reich als Howsep Karshian; † 13. Juli 2002 in Boston, USA) war ein kanadischer Fotograf armenischer Herkunft. Er gehörte zu den bedeutendsten Porträtfotografen des 20. Jahrhunderts.

## Leben
Karsh wurde im Südosten der Türkei geboren. Im Alter von 14 Jahren musste er mit seiner Familie nach Syrien fliehen, um der Verfolgung nach dem Völkermord an den Armeniern zu entgehen. Zwei Jahre später schickten ihn seine Eltern zu seinem Onkel George Nakash, einem Fotografen in Sherbrooke, in der Provinz Québec in Kanada. Nach kurzem Schulbesuch assistierte er seinem Onkel in dessen Studio. Nakash bemerkte das Talent seines Neffen und schickte ihn zur Ausbildung zu dem Porträtfotografen John Garo nach Boston, USA.
Vier Jahre später kehrte Karsh nach Kanada zurück. Er gründete ein eigenes Studio in der Spark Street in Ottawa, dem kanadischen Regierungssitz. Der kanadische Premierminister William Lyon Mackenzie King wurde auf ihn aufmerksam und arrangierte zahlreiche Porträtsitzungen mit kanadischen Würdenträgern. In der Folge fotografierte er auch Persönlichkeiten aus dem Showgeschäft, jedoch erlangte er internationale Berühmtheit mit seinem Porträt von Winston Churchill, der 1941 Kanada besuchte.
1967 wurde Karsh die mittlere Stufe der höchsten kanadischen Auszeichnung für Zivilpersonen (Officer of the Order of Canada) verliehen, und 1990 wurde er in die höchste Stufe aufgenommen (Companion of the Order of Canada).
Als einziger Fotograf und einziger Kanadier wurde Karsh vom Internationalen Who is Who 2000 in die Liste der einhundert einflussreichsten Persönlichkeiten des 20. Jahrhunderts aufgenommen. Von den sonstigen Auserwählten dieser Liste hatte er über die Hälfte porträtiert.
Karsh starb 2002. Er wurde auf dem Notre Dame Friedhof in Ottawa beigesetzt.

## Werk

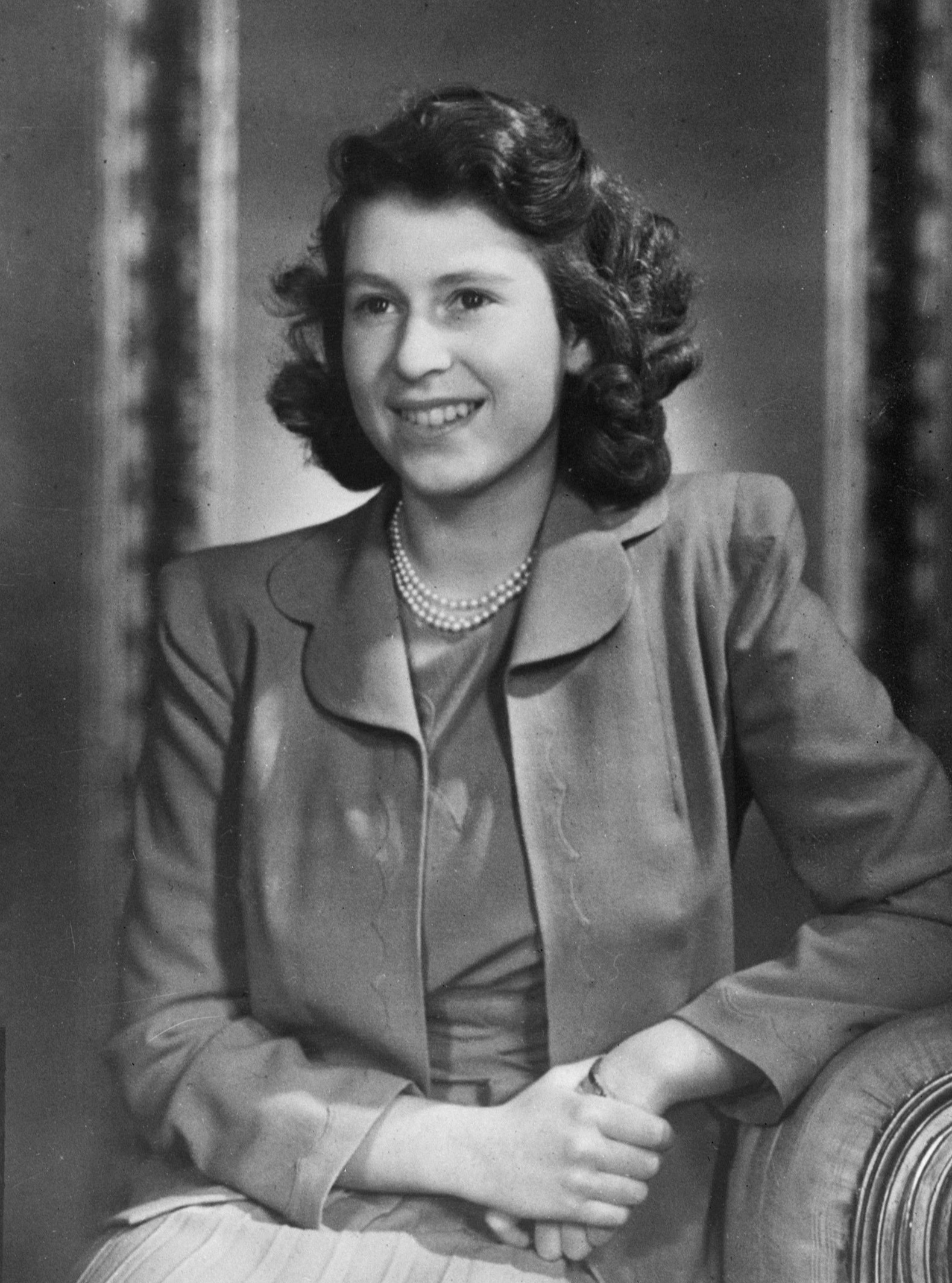
Aufnahme der Königin Elisabeth II. im Jahr 1943, damals noch Prinzessin Elisabeth von England

Im Studio war Karsh ein Meister der Beleuchtung. Ein besonderes Kennzeichen seiner Arbeit war die separate Ausleuchtung der Hände seiner Porträtierten. Er fotografierte zahlreiche der bedeutenden und gefeierten Persönlichkeiten seiner Generation. Der Journalist George Perry schrieb in der Londoner “Sunday Times”: “Wenn die Berühmten anfangen, über ihre Unsterblichkeit nachzudenken, wenden sie sich an Yousuf Karsh”.
Karsh hatte ein bemerkenswertes Talent, das Charakteristische eines Menschen in seinen Aufnahmen einzufangen. Er selbst schrieb 1967: “In jedem Menschen ist ein Geheimnis verborgen und als Fotograf ist es meine Aufgabe, dieses gemäß meinen Fähigkeiten zu enthüllen. Diese Enthüllung, so sie denn gelingt, wird sich im Bruchteil einer Sekunde in einer unbewussten Geste, einem Schimmern des Auges, einem kurzen Anheben der Maske, die alle Menschen tragen um ihr ureigenes Selbst vor der Welt zu verbergen, offenbaren. In diesem Augenblick der Möglichkeit muss der Fotograf handeln oder er verspielt seine Chance.”
Karshs Arbeiten sind in zahlreichen Museen weltweit ausgestellt, unter anderem im Museum of Modern Art, dem Metropolitan Museum of Art in New York, dem Art Institute in Chicago, der National Portrait Gallery in London und der National Gallery of Canada. Zu den Persönlichkeiten, die er fotografierte gehören: Albert Einstein, Albert Schweitzer, Alexander Calder, Andy Warhol, Audrey Hepburn, Clark Gable, Dwight D. Eisenhower, Ernest Hemingway, Fidel Castro, Jacqueline Kennedy Onassis, Frank Lloyd Wright, John Pershing, George Bernard Shaw, Georgia O’Keeffe, Helen Keller, Humphrey Bogart, Indira Gandhi, John F. Kennedy, Laurence Olivier, Muhammad Ali, Pablo Casals, Pandit Nehru, Peter Lorre, Pablo Picasso, Pierre Elliott Trudeau, Königin Elisabeth II., Grace Kelly, Fürst Rainier von Monaco, Nikita Chruschtschow.

## Zitat
"When one sees the residuum of greatness before one's camera, one must recognize it in a flash. There is a brief moment when all that there is in a man's mind and soul and spirit may be reflected through his eyes, his hands, his attitude. This is the moment to record. This is the elusive Moment of Truth".

## Publikationen (Auswahl)
- American legends. Boston, MA: Little Brown, 1992.
- Helden aus Licht und Schatten. Berlin: G-&-H-Verl., 2000.
- A Biography in Images. Boston, MA: MFA Publ., 2003.